# نصیر حاجی‌خانف
نصیر حاجی‌خانف (به روسی: Насир Гаджиханов؛ زادهٔ ۱۶ فوریهٔ ۱۹۶۷ – درگذشتهٔ ۱۲ مهٔ ۲۰۱۲) کشتی‌گیر روسیه‌ای بود. او در دستهٔ ۷۴ کیلوگرم کشتی آزاد برندهٔ یک مدال نقره (۱۹۹۰) و یک برنز (۱۹۹۱) مسابقات قهرمانی کشتی جهان و قهرمان سه دورهٔ مسابقات قهرمانی کشتی اروپا (۱۹۸۹، ۱۹۹۰ و ۱۹۹۴) شد. او در سال ۲۰۰۰ برای جمهوری مقدونیه شمالی در المپیک ۲۰۰۰ سیدنی شرکت کرد که به مقام هفتم رسید.